# Alangium villosum
Alangium villosum là một loài thực vật có hoa trong họ Cornaceae. Loài này được (Blume) Wangerin miêu tả khoa học đầu tiên năm 1906.